# Sabicea velutina
Sabicea velutina är en måreväxtart som beskrevs av George Bentham. Sabicea velutina ingår i släktet Sabicea och familjen måreväxter.

## Underarter
Arten delas in i följande underarter:
- S. v. chimantensis
- S. v. duidensis
- S. v. velutina